# 鳴瀬奥松島インターチェンジ

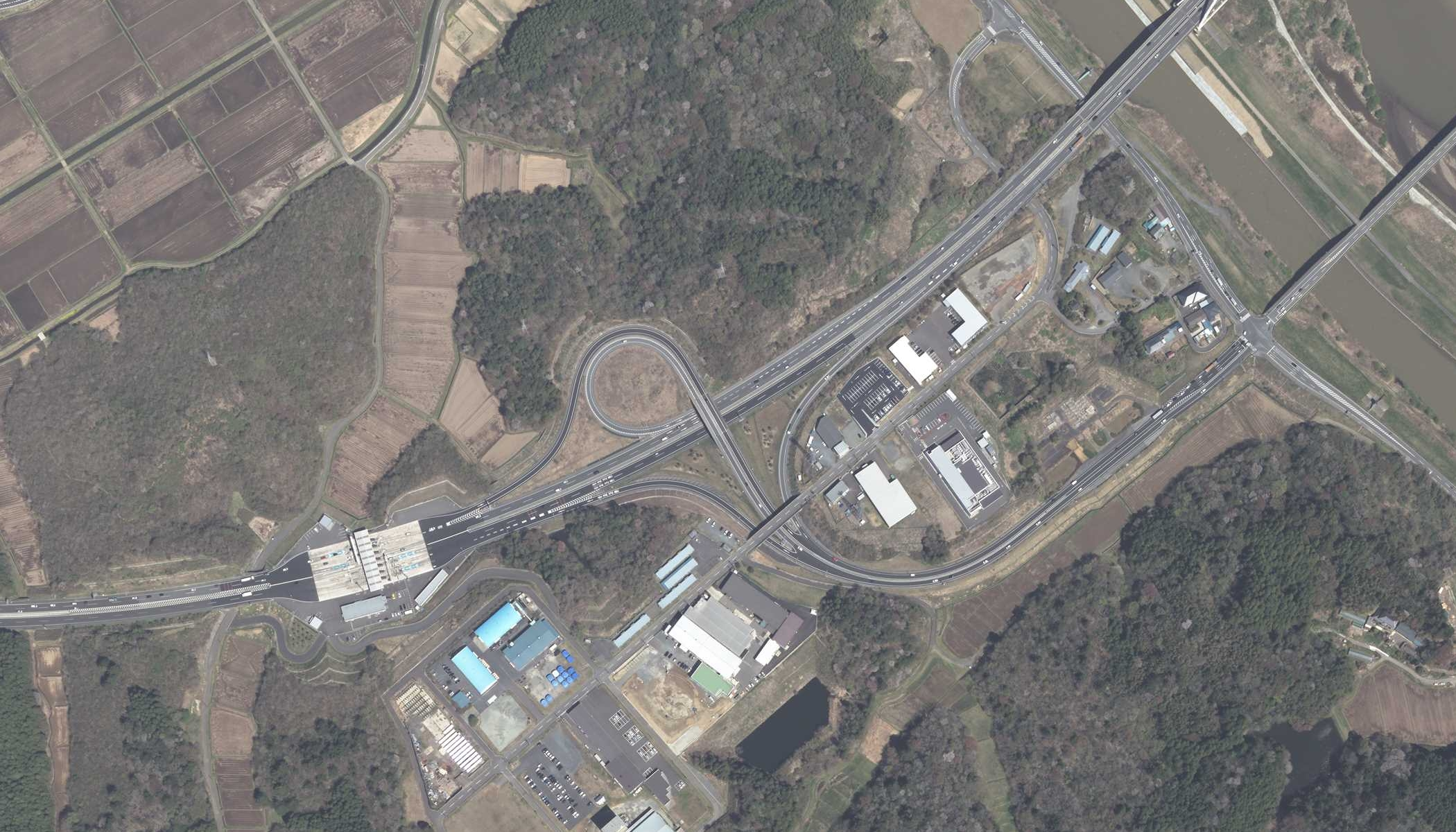

鳴瀬奥松島インターチェンジ（なるせおくまつしまインターチェンジ）は、宮城県東松島市にある三陸自動車道（三陸沿岸道路）のインターチェンジである。
三陸道は当ICから八戸是川ICまでが無料区間となっている。

## 道路

### 本線
- E45 三陸自動車道（8番）

### 接続道路
- 国道45号
- 宮城県道204号河南鳴瀬線

## 鳴瀬奥松島本線料金所

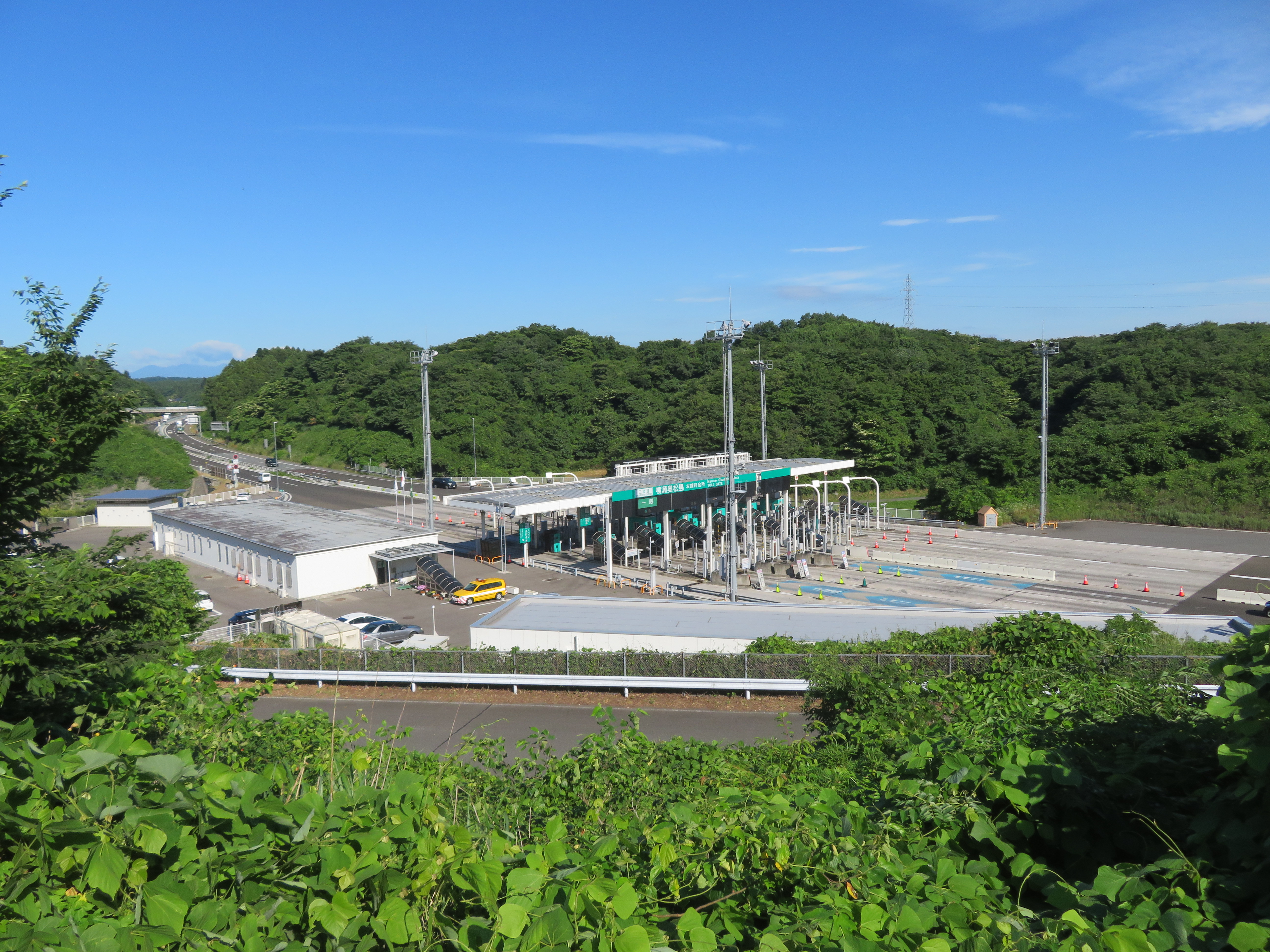
鳴瀬奥松島本線料金所

- ブース数：8

### 仙台方面
- ブース数：4
  - ETC専用：2
  - 一般：2

### 気仙沼方面
- ブース数：4
  - ETC専用：2
  - 一般：2

当ICの松島北IC寄りにある本線料金所。2008年（平成20年）1月24日、当ICより北の通行料金無料化に伴い設置。

## 隣
E45 三陸自動車道（三陸沿岸道路）
　　(7) 松島北IC - 鳴瀬奥松島TB - (8) 鳴瀬奥松島IC
E45 三陸沿岸道路
(8) 鳴瀬奥松島IC - 矢本PA - (9) 矢本IC